# Koordinatni čas
Koordinatni čas omogoča merjenje časa v določenem koordinatnem sistemu. Ta čas je osnova za določanje zaporedja dogodkov za telesa v odnosu do tega koordinatnega sistema. Povezava z opazovanim lastnim časom za opazovalca v odnosu do koordinatnega časa je odvisna od hitrosti, mase in energije. Dogodek je določen s tremi prostorskimi in eno časovno koordinato. Časovna koordinata se obravnava kot koordinatni čas, ki se razlikuje od lastnega časa.
V posebni teoriji relativnosti je dogodek določen z lastnim časom, ki ga meri ura, ki se nahaja na istem mestu kot opazovani dogodek. Ura se tako glede na opazovalca ne giblje.
V splošni teoriji relativnosti se lahko koordinatni sistem izbere poljubno. Za uro s stalnimi prostorskimi koordinatami je povezava med koordinatnim ({\displaystyle t\,}) in lastnim časom ({\displaystyle \tau \,}) podana z:
{\displaystyle {\frac {\mathrm {d} \tau }{\mathrm {d} t}}={\sqrt {-g_{00}}}\!\,,}
kjer je:
{\displaystyle g_{00}} komponenta metričnega tenzorja, ki vključuje tudi gravitacijsko podaljšanje časa.
Koordinatni časovni sistem se uporablja kot časovna koordinata v izračunih, kjer je treba upoštevati relativistične učinke. Bolj enostavno je, da se uporablja lastni čas ure, ki je neskončno daleč od telesa. Na takšno uro ne vpliva gravitacijsko podaljševanje časa. Lastni čas v gravitacijskem polju teče počasneje kot koordinatni čas. 